# Augusto Giacometti
Augusto Giacometti (Stampa, 16 augustus 1877 - Zürich, 9 juni 1947) was een Zwitsers kunstschilder.

## Biografie

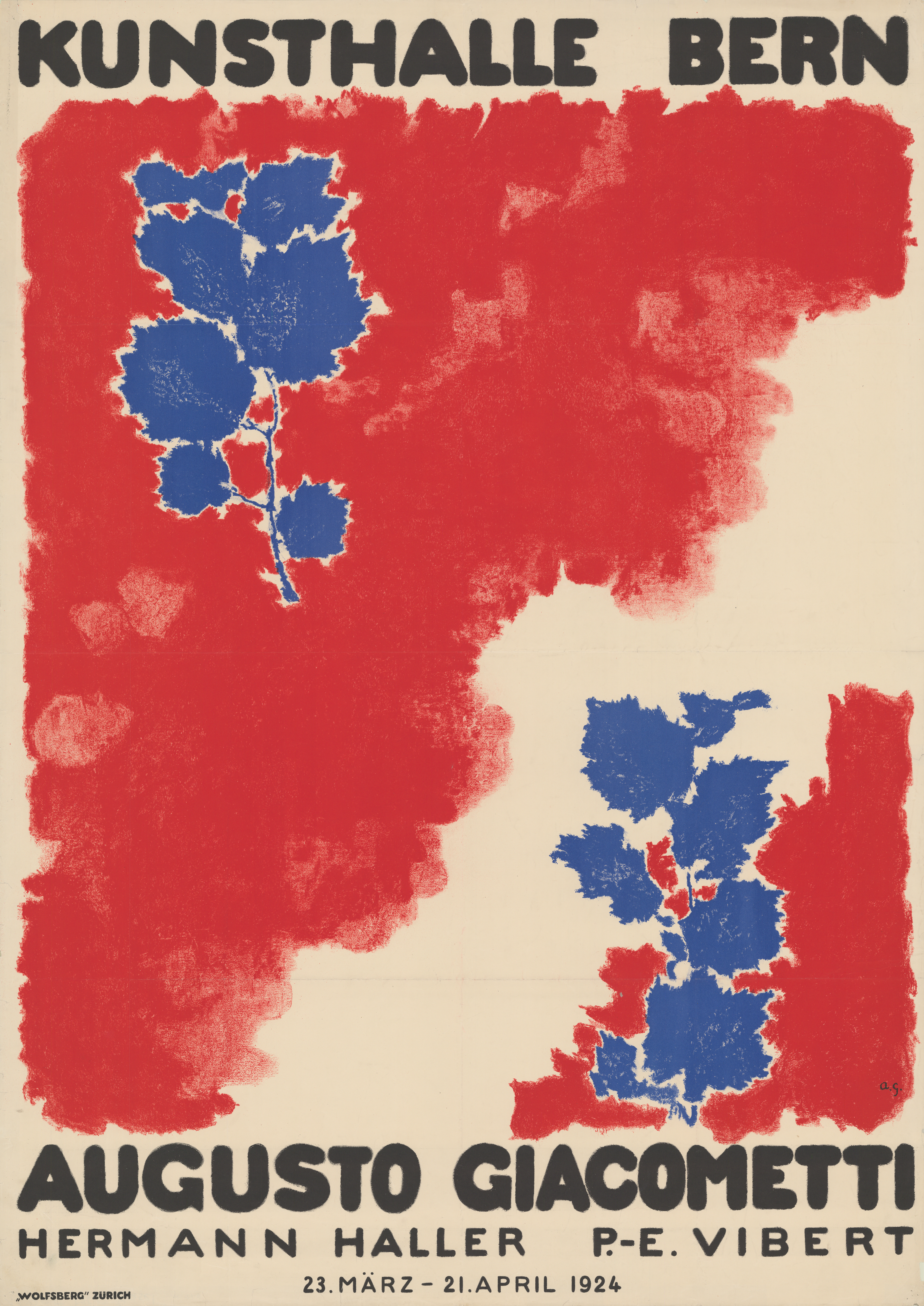
Affiche voor een tentoonstelling van werken van Giacometti in Bern uit 1924.

Augusto Giacometti was een prominent Zwitsers schilder binnen de stromingen van de art nouveau en het symbolisme, maar staat ook bekend omwille van zijn glasramen. Hij vervaardigde glasramen voor de belangrijkste kerken van Zürich, alsook voor het Waisenhaus, eveneens in Zürich. Giacometti was een grote inspiratiebron voor de Tsjechische beeldhouwster Helen Zelezny-Scholz. Zijn neef Giovanni Giacometti was de vader van de bekende Zwitserse beeldhouwer en schilder Alberto Giacometti.

## Galerij

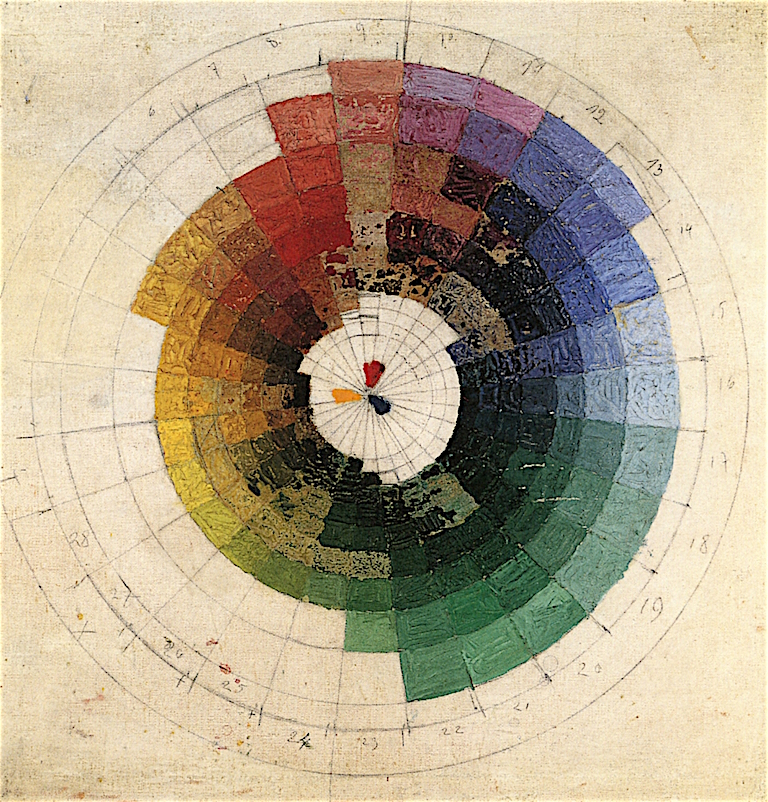
Kleurencirkel, 1905
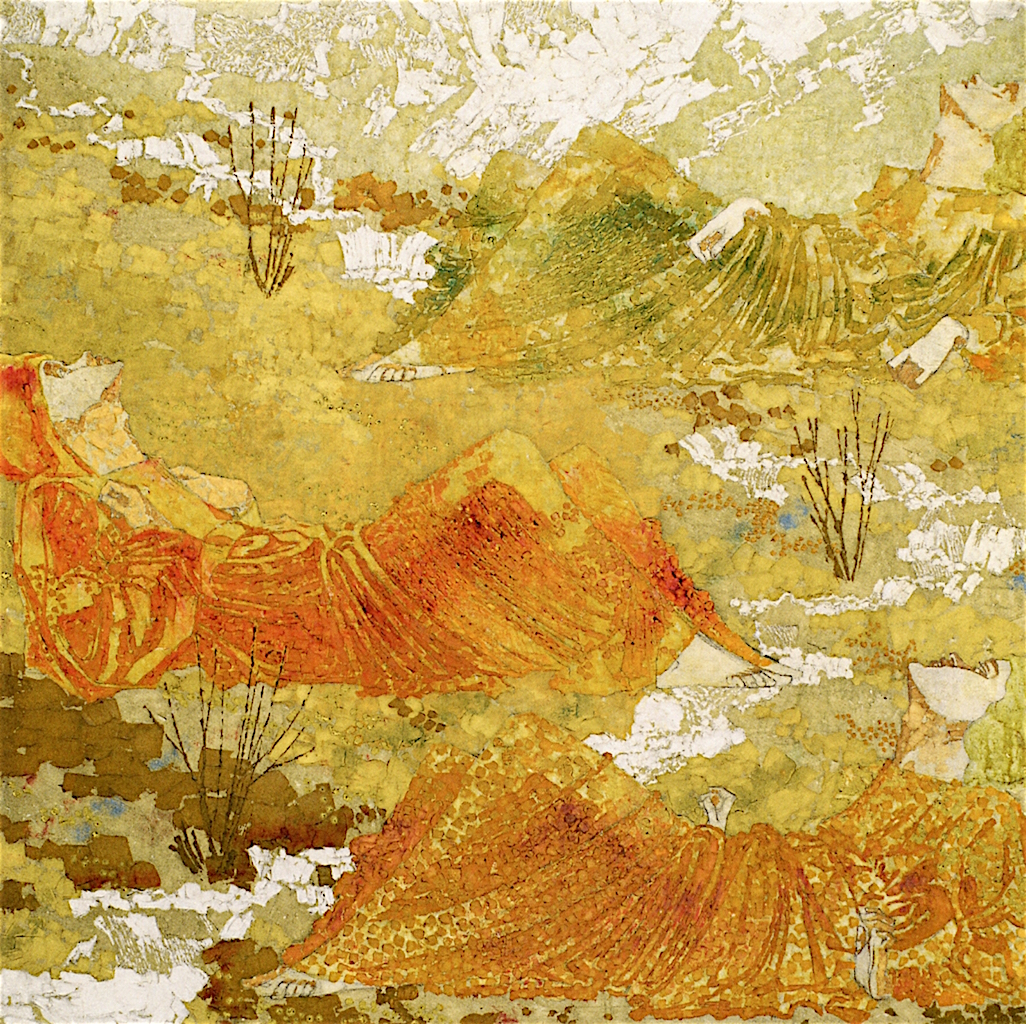
1907
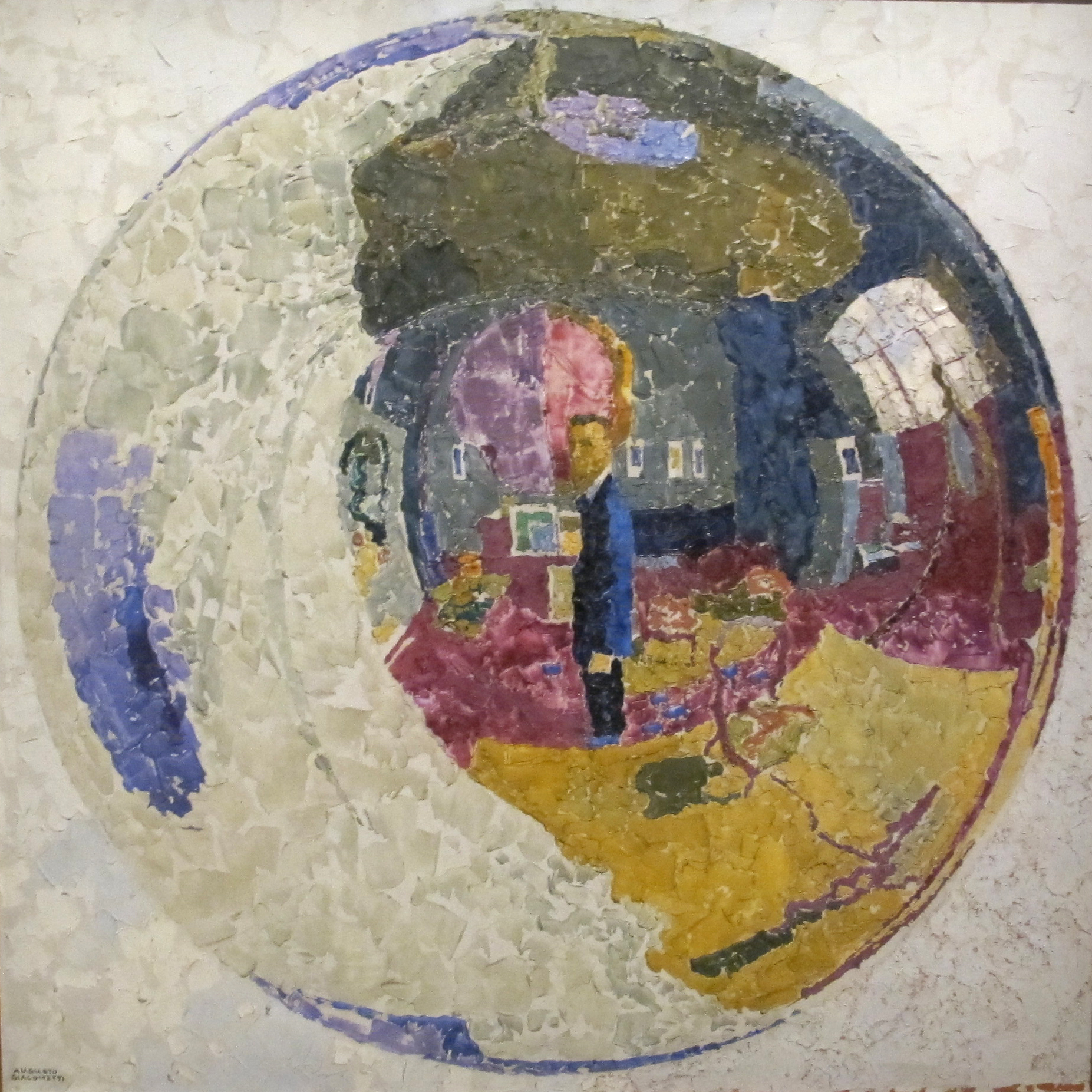
Bolla di verto, 1910
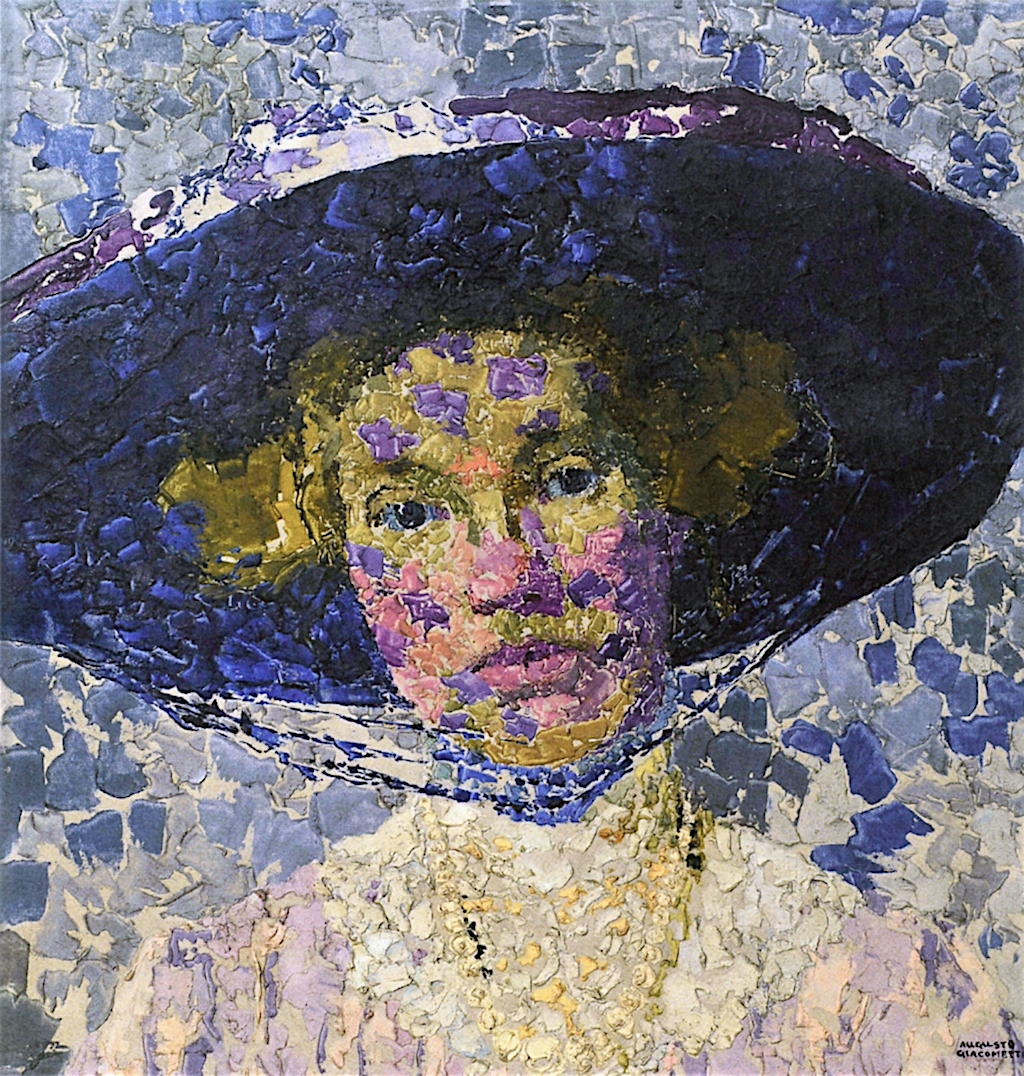
1910
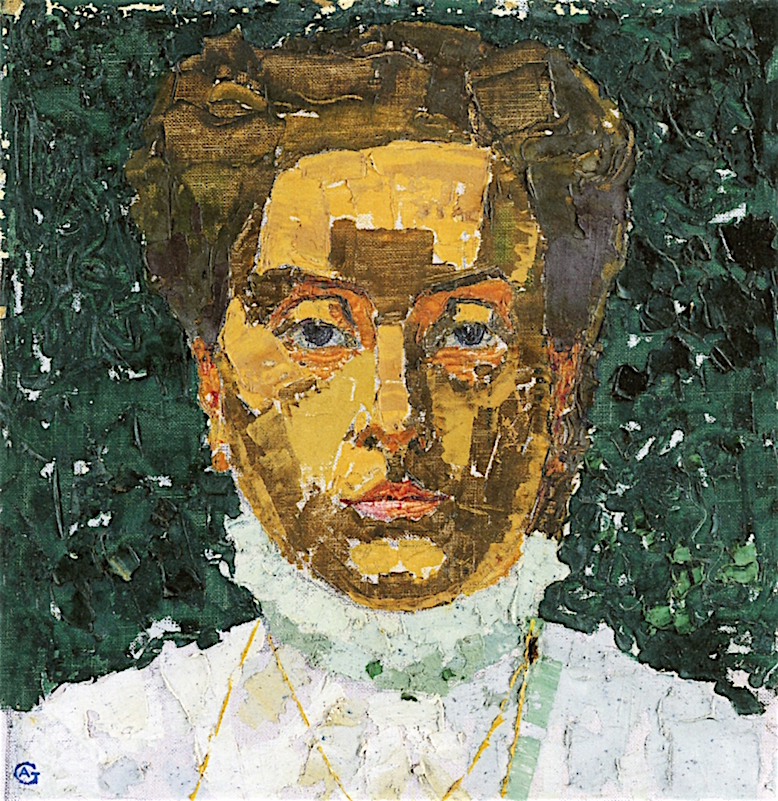
Erna Augusto Giacometti, 1911
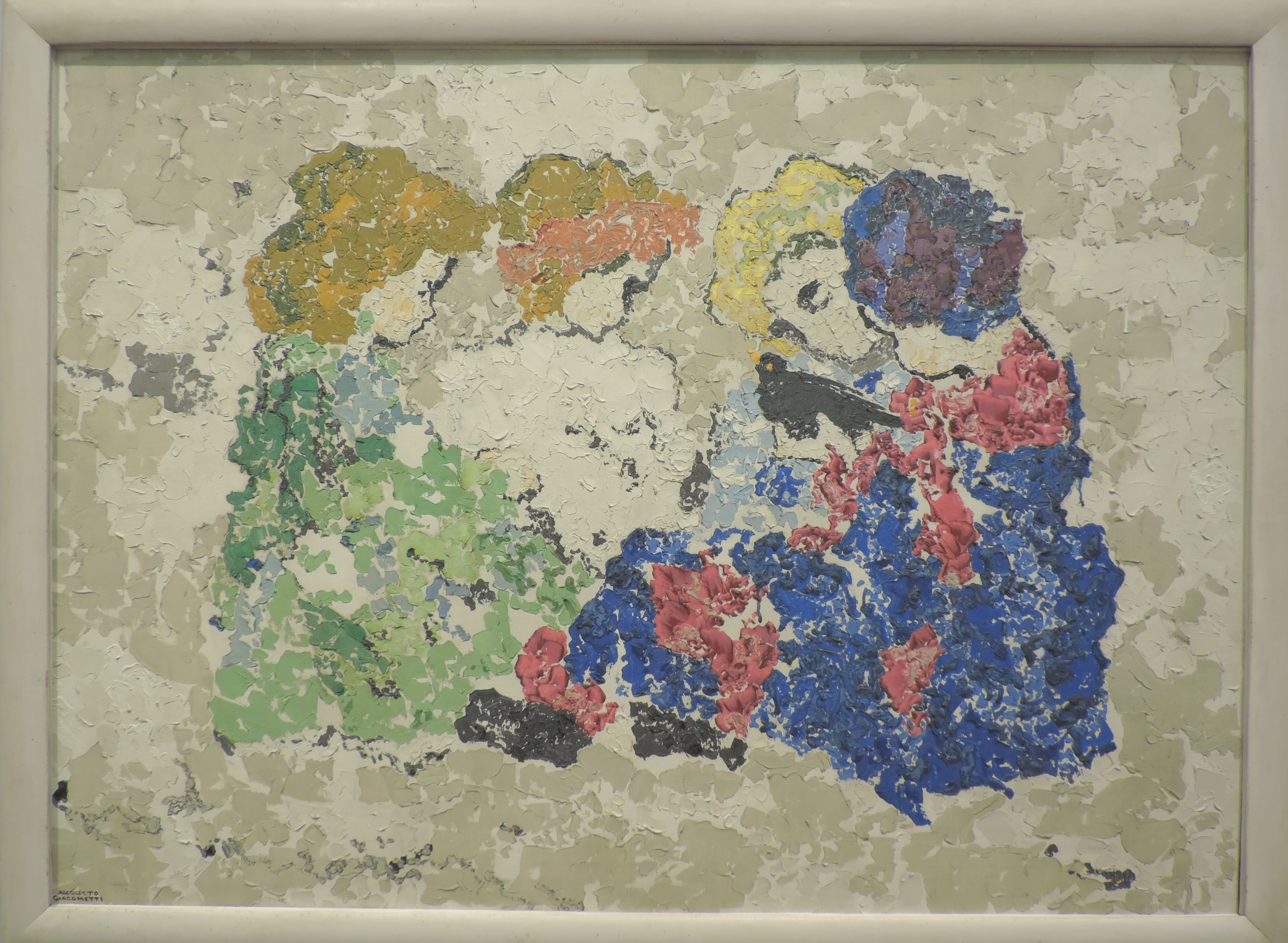
Friede, 1915
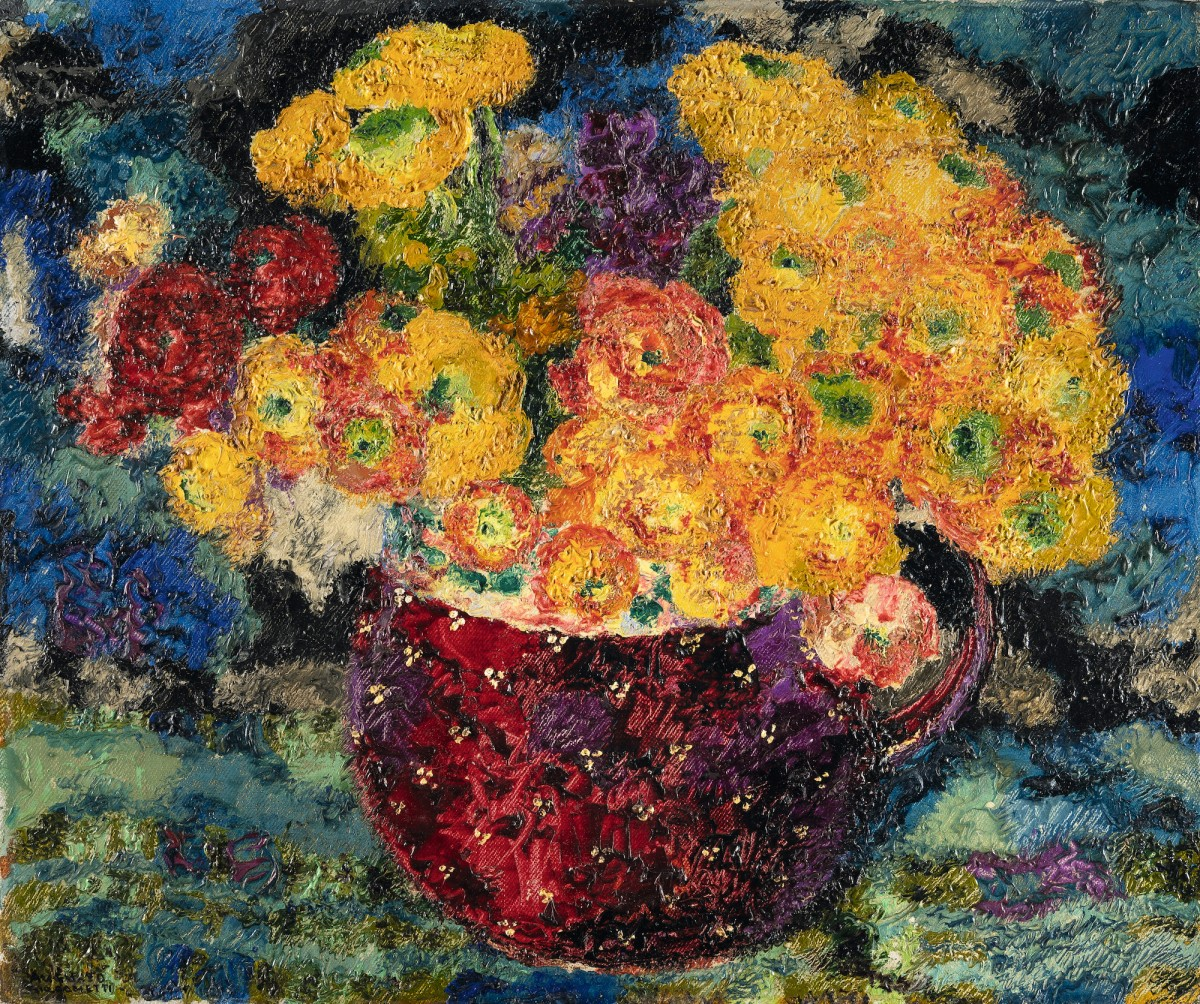
Stillleben mit Ranunkeln, 1917
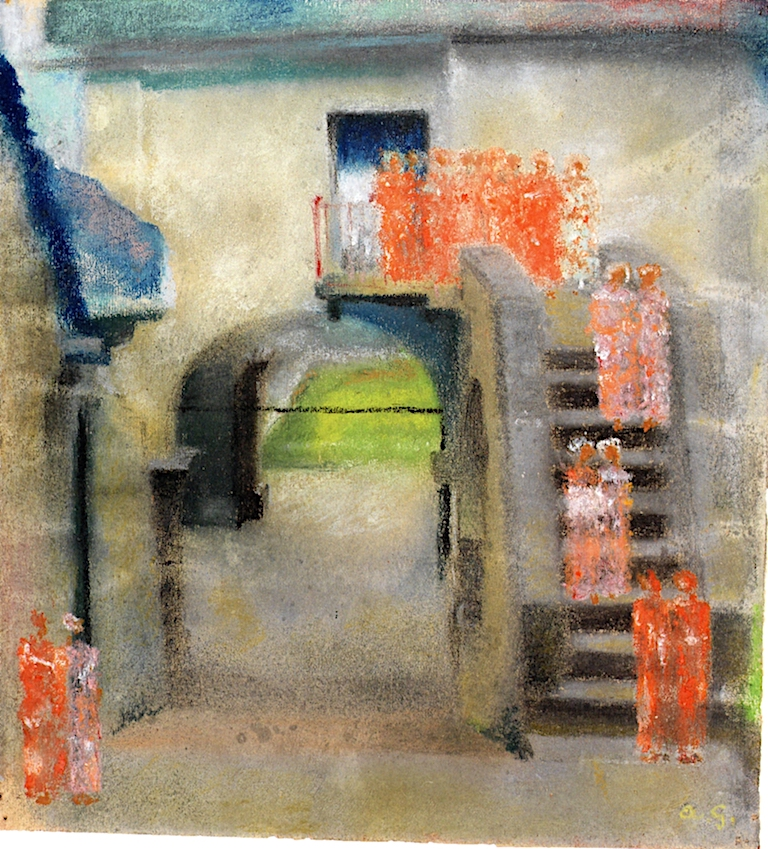
1930
1932
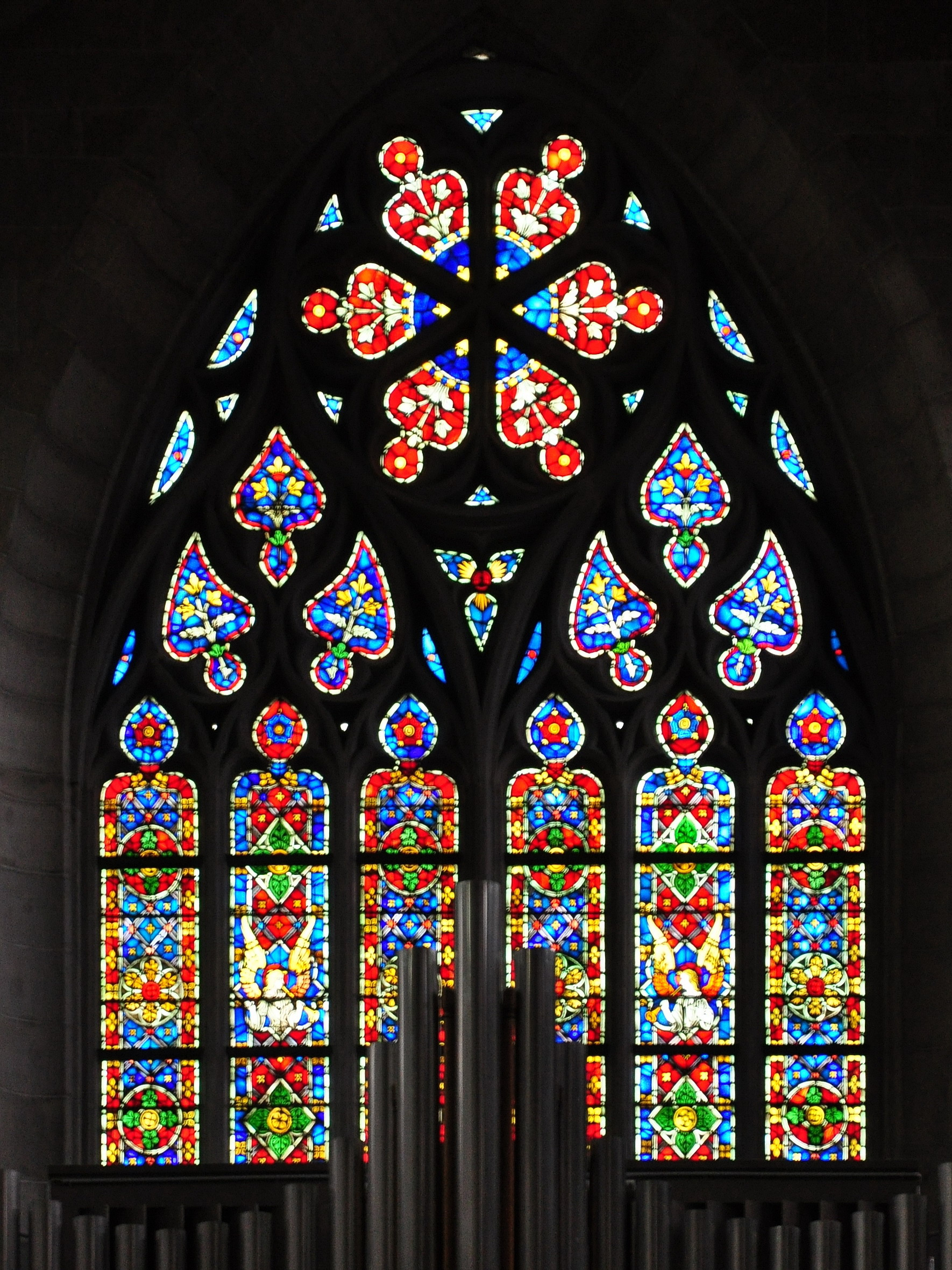
Glasramen in de Fraumünsterkerk in Zürich